# Хронологія рекордів Європи з бігу на 5000 метрів серед чоловіків
Рекорди Європи з бігу на 5000 метрів визнаються Європейською легкоатлетичною асоціацією з-поміж результатів, показаних європейськими легкоатлетами на доріжці стадіону, за умови дотримання встановлених вимог.

## Хронологія рекордів
| Результат                             | Атлет                             | Місто змагань | Дата змагань | Примітки | Відео            |
| ------------------------------------- | --------------------------------- | ------------- | ------------ | -------- | ---------------- |
| 14.36,6h                              | Ганнес Колехмайнен Фінляндія      | Стокгольм     | 10.07.1912   |          |                  |
| 14.35,4h                              | Пааво Нурмі Фінляндія             | Стокгольм     | 12.09.1922   |          |                  |
| 14.28,4h                              | Пааво Нурмі Фінляндія             | Гельсінкі     | 19.06.1924   |          |                  |
| 14.17,0h                              | Лаурі Лехтінен Фінляндія          | Гельсінкі     | 19.06.1932   |          |                  |
| 14.08,8h                              | Тайсто Мякі Фінляндія             | Гельсінкі     | 16.06.1939   |          |                  |
| 13.58,2h                              | Гундер Хегг Швеція                | Гетеборг      | 20.09.1942   |          |                  |
| 13.57,2h                              | Еміль Затопек Чехословаччина      | Париж         | 30.05.1954   |          |                  |
| 13.56,6h                              | Володимир Куц СРСР                | Берн          | 29.08.1954   |          |                  |
| 13.51,6h                              | Крістофер Чатавей Велика Британія | Лондон        | 13.10.1954   |          |                  |
| 13.51,2h                              | Володимир Куц СРСР                | Прага         | 23.10.1954   |          |                  |
| 13.50,8h                              | Шандор Іхарош Угорщина            | Будапешт      | 10.09.1955   |          |                  |
| 13.46,8h                              | Володимир Куц СРСР                | Белград       | 18.09.1955   |          |                  |
| 13.40,6h                              | Шандор Іхарош Угорщина            | Будапешт      | 23.09.1955   |          |                  |
| 13.36,8h                              | Гордон Пірі Велика Британія       | Берген        | 19.06.1956   |          |                  |
| 13.35,0h                              | Володимир Куц СРСР                | Рим           | 13.10.1957   |          |                  |
| 13.34,4h                              | Мішель Жазі Франція               | Лор'ян        | 06.06.1965   |          |                  |
| 13.29,0h                              | Мішель Жазі Франція               | Париж         | 11.06.1965   |          |                  |
| 13.27,6h                              | Мішель Жазі Франція               | Гельсінкі     | 30.06.1965   |          |                  |
| 13.24,8h                              | Гаральд Норпот ФРН                | Кельн         | 07.09.1966   |          |                  |
| 13.22,8h                              | Ієн Стюарт Велика Британія        | Единбург      | 25.07.1970   |          |                  |
| 13.22,2h                              | Девід Бедфорд Велика Британія     | Единбург      | 12.06.1971   |          |                  |
| 13.17,2h                              | Девід Бедфорд Велика Британія     | Лондон        | 14.07.1972   |          |                  |
| 13.16,4h                              | Лассе Вірен Фінляндія             | Гельсінкі     | 14.09.1972   |          |                  |
| 13.13,0h                              | Еміль Путтеманс Бельгія           | Брюссель      | 20.09.1972   |          |                  |
| 13.10,40                              | Гансєрг Кунце НДР                 | Рієті         | 09.09.1981   |          |                  |
| 13.00,41                              | Девід Муркрофт Велика Британія    | Осло          | 07.07.1982   |          |                  |
| 12.54,70                              | Дітер Бауманн Німеччина           | Цюрих         | 13.08.1997   |          |                  |
| 12.49,71                              | Мохаммед Мурхіт Бельгія           | Брюссель      | 25.08.2000   |          |                  |
| 12.48,45                              | Якоб Інгебрігтсен Норвегія        | Флоренція     | 10.06.2021   | [ 1 ]    | Відео на YouTube |
| 12.45,01                              | Мохамед Катір Іспанія             | Фонв'єй       | 21.07.2023   | [ 2 ]    | Відео на YouTube |
| 12.44,27                              | Андреас Альмгрен Швеція           | Стокгольм     | 15.06.2025   | [ 3 ]    |                  |
| 0 років, 0 днів від дати встановлення |                                   |               |              |          |                  |